# Tunis Challenger
Il Tunis Challenger è stato un torneo professionistico di tennis giocato su campi in cemento. Faceva parte dell'ATP Challenger Series. Si giocava annualmente a Tunisi in Tunisia.

## Albo d'oro

### Singolare
| Anno       | Campione               | Finalista            | Punteggio     |
| ---------- | ---------------------- | -------------------- | ------------- |
| 1982       | Juan Avendaño          | Jose Garcia          | 6–4, 6–4, 6–4 |
| 1983       | Henrik Sundström       | Thierry Tulasne      | 6–3, 6–4, 6–2 |
| 1984       | Henrik Sundström       | Thierry Tulasne      | 6–1, 6–4      |
| 1985       | Hans Schwaier          | Wolfgang Popp        | 6–4, 6–2      |
| 1986- 1991 | Non disputato          | Non disputato        | Non disputato |
| 1992       | Marcelo Filippini      | José Francisco Altur | 6–4, 6–2      |
| 1993- 2006 | Non disputato          | Non disputato        | Non disputato |
| 2007       | Guillermo García López | Michael Lammer       | 6–4, 7–6(3)   |

### Doppio
| Anno       | Campioni                          | Finalisti                         | Punteggio        |
| ---------- | --------------------------------- | --------------------------------- | ---------------- |
| 1982       | Steve Meister Craig Wittus        | Ismail El Shafei Jan Kodeš        | 6–4, 1–6, 6–1    |
| 1983       | Per Hjertquist Gilles Moretton    | Peter Herrmann Damir Keretić      | 6–4, 6–3         |
| 1984       | Ernie Fernandez Michael Mortensen | Peter Elter Andreas Maurer        | 6–3, 6–4         |
| 1985       | Hans Gildemeister Víctor Pecci    | David Mustard Jonathan Smith      | 2–6, 6–4, 6–3    |
| 1986- 1991 | Non disputato                     | Non disputato                     | Non disputato    |
| 1992       | David Adams Martin Damm           | Marcelo Filippini Diego Pérez     | 7–6, 6–1         |
| 1993- 2006 | Non disputato                     | Non disputato                     | Non disputato    |
| 2007       | Ivan Dodig Frank Moser            | Jasper Smit Martijn van Haasteren | 4–6, 7–5, [11–9] |